# Patrizio Bertelli
Patrizio Bertelli (* 6. April 1946 in Arezzo, Italien) ist ein italienischer Unternehmer, Ehemann von Miuccia Prada und CEO des Modekonzerns Prada.

## Leben
Patrizio Bertelli stammt aus einer toskanischen Rechtsanwalts-Familie. Als er sechs Jahre alt war, starb sein Vater im Alter von 39 Jahren. Er wurde von seiner Mutter, einer Lehrerin, großgezogen. Schon früh zeigte sich ein gewisses Talent für Zeichnen und Malen. 1967 gründete Bertelli im Alter von 21 Jahren in seiner Heimatstadt Arezzo eine Lederwaren-Fabrik namens Sir Robert. Ende der 1960er Jahre gab er ein Ingenieurstudium an der Universität von Bologna ohne Abschluss auf, um modische Ledergürtel für Herren zu produzieren.
Innerhalb von zehn Jahren entwickelte sich das Unternehmen zu einem mittelständischen Hersteller von Gürteln sowie Taschen mit 30 Mitarbeitern und firmierte als I Pellettieri d’Italia. 1977 lernte er auf einer Mode-Messe in Mailand Miuccia Prada, eine Tochter aus bester Mailänder Familie, kennen. Bertelli hatte Designs aus dem Hause Prada kopiert und somit die zunächst negative Aufmerksamkeit der zukünftigen Firmenerbin auf sich gezogen. Dennoch trat Miuccia Prada mit Bertelli zunächst als Zulieferer für den elterlichen Betrieb geschäftlich in Kontakt, zog nach zwei Jahren mit ihm zusammen und heiratete ihn schließlich 1987. Die Familie Prada-Bertelli lebt heute mit Sohn Lorenzo (* 1988), einem erfolgreichen Rallyefahrer, und einem weiteren 1991 geborenen Sohn in der Mailänder Stadtwohnung der Pradas.
Die deutsche Designerin Jil Sander, deren Unternehmen von 1999 bis 2006 im Besitz der Prada-Gruppe war, kam mit Bertelli nicht zurecht und beendete die Zusammenarbeit zweimal im Streit. Auch der österreichische Designer Helmut Lang verließ 2005 sein Unternehmen, nachdem es 1999 von Prada gekauft worden war. Allerdings waren, nachdem Bertelli die Marken Jil Sander und Helmut Lang schließlich mit Verlusten weiterveräußert hatte, Pradas ehemals größte Konkurrenten auch ihrer Gründer und Designer beraubt.
1997 gründete der passionierte Segler Bertelli das Yachtsyndikat Luna Rossa Challenge, um den America’s Cup zu gewinnen. Von 2000 bis 2013 trat das Team Luna Rossa dort viermal als Herausforderer an, ohne den Pokal zu gewinnen. Im Jahr 2000 schaffte es das Team es nach dem Gewinn des Louis Vuitton Cup bis in die Final Series.

## Prada
Ab 1979 baute Bertelli den kleinen, etwas angestaubten, Ledertaschen- und Kofferhersteller Prada, den seine Frau geerbt hatte, zu einem internationalen Modekonzern aus. Bertelli gilt als der Macher hinter der Marke Prada, während seine Frau für das Design und die Ästhetik zuständig ist.
Bertelli überredete Miuccia Prada 1986 zur Ansiedlung einer Prada-Boutique in New York City, drängte 1988 auf das Lancieren von Prada-Damenmode und schließlich 1993 von Prada-Herrenbekleidung. Gegen Ende der 1990er verfolgte Bertelli mit Prada eine massive Akquisitions-Strategie und kaufte unter Anhäufung immenser Schulden ganze Unternehmen bzw. Anteile an Unternehmen wie Fendi, Gucci, Helmut Lang, Jil Sander und andere, um sie zwecks internationaler Wettbewerbsfähigkeit in den Prada-Konzern zu integrieren. Die meisten Firmen mussten später, oftmals unter Verlust, wieder verkauft werden.
Im Rückblick bezeichnet Bertelli diese Strategie als Fehler, auch wenn sie zur damaligen Zeit plausibel schien. Dennoch veränderte Bertelli das Unternehmen in dieser Zeit von einem Betrieb mit zweistelligem Millionen-Umsatz in einen milliardenschweren Global Player. Nach mehreren vergeblichen Anläufen platzierte Bertelli das Unternehmen Prada im Juni 2011 an der Hongkonger Börse.